# Lionel Stützer
Lionel Stützer (* 1. November 1901 in Leicester, England; † 31. Oktober 1991 in Berlin) war ein Pionier des Buddhismus in Deutschland, Essayist und 1952 Mitbegründer des europäischen Zweiges des Arya Maitreya Mandala.

## Leben
Stützer, der deutsch-englische Eltern hatte, wuchs in England auf, wo er in Manchester die Schule besuchte. 1915 kam er nach Berlin und absolvierte dort eine Ausbildung als Kartograph. Durch Lektüre wurde er auf den Buddhismus aufmerksam, zu dem er im Alter von zwanzig Jahren konvertierte. Er schloss sich 1922 Martin Steinke als Schüler an. Gleichzeitig studierte er bei Paul Dahlke die Tradition des Pali-Buddhismus. Nachdem Steinke 1933 in China buddhistischer Mönch geworden war, vermittelte er Stützer die Lehre und Praxis des Chan. In Berlin gehörte Siegmund Feniger zu seinem engsten Freundeskreis.
1952 war Lionel Stützer neben Hans-Ulrich Rieker und Harry Pieper eines der drei Gründungsmitglieder des westlichen Zweiges des Ordens Arya Maitreya Mandala. Er widmete sich bis zu seinem Tod im 90. Lebensjahr der Arbeit für diesen Orden, in dem er besonders für die Schulung von Kandidaten (Novizen) aktiv war. Als gebürtiger Brite arbeitete Stützer eng mit Henry Noel Marryat Hardy und Jack Austin zusammen.
Er veröffentlichte weltweit hunderte Essays in buddhistischen Zeitschriften, darunter zahlreiche Beiträge in Der Kreis, und legte weitere Publikationen im Spektrum der grauen Literatur vor. Aufgrund seiner Arbeiten wurde ihm 1961 auf Initiative des ungarischen Buddhologen Ernő Hetényi das Doktorat für buddhistische Philosophie des „Alexander Csoma de Körös Institute for Buddhology“ verliehen.

## Werke
Eine ausführliche Biografie der literarischen Arbeit Stützers findet sich in Hellmuth Hecker: Lebensbilder deutscher Buddhisten. Ein bio-bibliographisches Handbuch. Band II: Die Nachfolger. Universität Konstanz Forschungsberichte 1992, S. 347–349
- Auf dem Weg zur Freiheit. (Gesammelte Aufsätze). Überlingen 1991
- „The Root of Intuitive Perceptions“ by Lionel Stützer Kandy (Sri Lanka) 1964
- Der europäische Buddhismus und seine Bekenner. Eine Kritik und ein Vorschlag. Düsseldorf: Persian 1948